# Gattya tropicalis
Gattya tropicalis is een hydroïdpoliep uit de familie Halopterididae. De poliep komt uit het geslacht Gattya. Gattya tropicalis werd in 1973 voor het eerst wetenschappelijk beschreven door Millard & Bouillon. 